# Гакс, Петр Васильевич
Петр Васильевич Гакс  (1823, Великобритания —  1870,  Кунгур) — английский инженер-механик, кунгурский купец первой гильдии.

## Биография
Родился 29 января 1823 года в Великобритании. Начал работать в России  в первой половине 1840-х годов, стал совладельцем  открытой инженером- механиком П.Э.Тетом на окраине Екатеринбурга механической фабрики.
Фирма «Гакс и Тет» построила для  Пермского пароходного общества паровой буксир «Два брата» мощностью в 40 лошадиных сил. В 1850-1851 годах – паровые буксиры «Екатеринбург» и «Урал», оснащённые 60-сильными машинами.
В 1853 году после отъезда  П.Э. Тета в Великобританию новым партнером по бизнесу стал Г.И.Гулет.
В 1858 году П.В. Гакс и Г.И. Гуллет основали судостроительный завод в Кунгуре.  Первоначальные вложения на строительство цехов завода и закупку оборудования составили около 40 тысяч рублей. Благодаря вложенным средствам удалось приобрести современные станки, а также механизмы, работающие на паровых и воздуходувных двигателях.
В 1863 году на этом заводе  спущен на воду буксиропассажирский пароход «Сибиряк» мощностью 400 лошадиных сил.
В 1868 году по заказу пароходства братьев Каменских  построен пароход «Василий». За 19 лет работы Кунгурское механическое заведение Гакса произвело 125 пароходов мощностью от 50 до 150 лошадиных сил.
Умер 24 января 1870 года.
Похоронен  на Всехсвятском кладбище Кунгура.